# 三共 (製薬会社)
三共株式会社（さんきょう、英: Sankyo Co., Ltd.）は、かつて存在した日本の医薬品メーカー。第一勧銀グループ・みずほグループに所属していた。東京都中央区日本橋本町三丁目5番1号に本社を置いていた。スローガンは「CARE & CURE（ケアー&キュアー）で人と向き合う」（2001年3月1日に制定）。

## 沿革
匿名合資会社三共商店として資本金3,000円で1899年（明治32年）3月1日に、塩原又策の本業だった横浜絹物会社の敷地内に設立された。当初はアメリカでジアスターゼの大量抽出法を開発した高峰譲吉との間に、日本・中国・朝鮮における独占的な販売許諾を契約を結び、「タカヂアスターゼ」と命名して輸入販売した。「三共」という名称は創業者である塩原又策と、塩原のかつての同僚であり高峰との交渉を担当した西村庄太郎、塩原の義弟である福井源次郎の三人が共同出資したことにちなむ。
1901年（明治34年）、横浜絹物会社の解散とともに横浜弁天通に三共商店として再登記し、三共商店薬品部の名称が使用されるようになる。翌年の1902年に高峰との間にアドレナリンの独占販売契約を結ぶ。また、タカヂアスターゼの製造元である米国の大手製薬メーカーであったパーク・デービス社（ワーナー・ランバート社を経て、現:ファイザー社）の総代理店を日本橋に開設し、武田長兵衛商店と提携して商材と販路を拡大した。
1905年（明治38年）に箱崎に箱崎工場を開設し、製薬業に進出する。1907年（明治40年）に合資会社「三共薬品合資会社」に改組。翌1908年（明治41年）、欧米の医科器機を輸入販売する医科器機部の設置を契機として「三共合資会社」に改称。同年、品川に品川工場を開設する。脚気の特効薬オリザニンなどを開発し、輸入薬の国産化をすすめる主力工場となった。
1913年（大正2年）に三共株式会社に改組。初代社長に高峰を迎え、塩原は専務取締役となる。アジア圏でのタカヂアスターゼの製造権を獲得し、国産化を実現した。
1921年（大正10年）4月、日本初の合成農薬としてクロルピクリンの製造を開始。また同年9月、理研の鈴木梅太郎指導のもと、合成清酒開発に着手。1923年（大正12年）には小西新右衛門らとともに大和醸造株式会社を創業、塩原も代表取締役に就任した。
戦前には製薬業以外にも多角化戦略として農薬事業や、ベークライト事業（後の住友ベークライト）、自動車販売代理店などを行っている。1908年には渡米した高峰譲吉の奨めによりフォード・モデルTを輸入、日本におけるディーラー第１号として６台販売したのち輸入権を返上した。また、モーターサイクル事業としてハーレーダビッドソンの輸入販売を行い、金輸出再禁止によって輸入車の価格が高騰した後は国産オートバイの開発に着手し、1933年（昭和8年）に「陸王号」を完成させた。陸軍に採用されるなど陸王号の需要は拡大、1937年（昭和12年）に子会社「三共内燃機」（後の陸王内燃機）が設立された。
1983年（昭和58年）から2002年（平成14年）まで（1986年・1995年を除く）の創業記念日の3月1日には創業記念広告シリーズを新聞などに掲載していた。
2005年（平成17年）9月28日、第一製薬と持株会社方式で経営統合。2005年4月1日に三共を抜き業界2位となったアステラス製薬（山之内製薬、藤沢薬品工業が合併）を抜き、武田薬品工業に次ぐ業界2位となった。共同持株会社として「第一三共株式会社」を設立。2007年（平成19年）4月に、第一製薬ともども第一三共に吸収合併され完全統合した。

## 代表的な商品

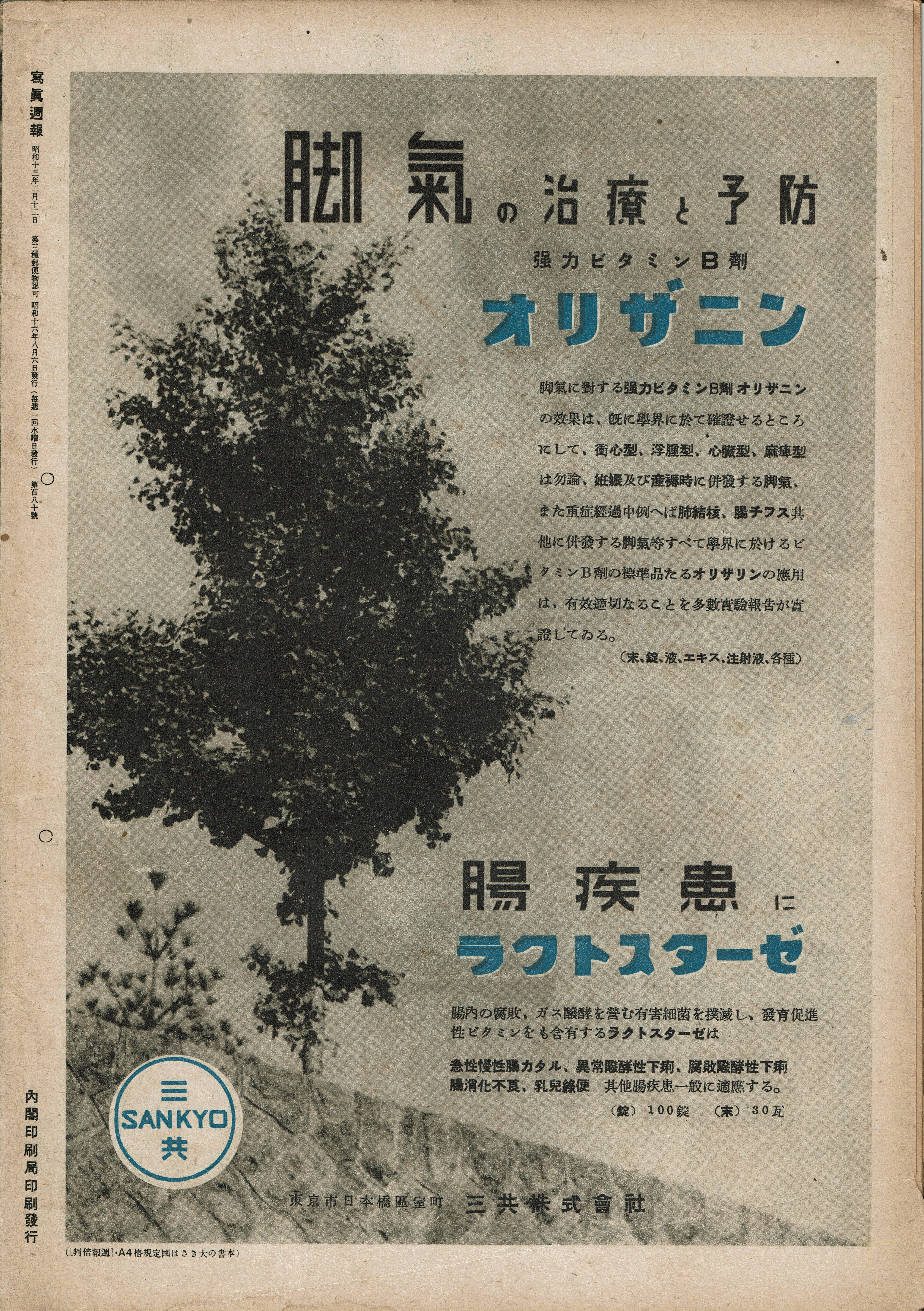
1941年8月の広告。『写真週報』第180号裏表紙。

### 医療用
- オルメテック
- カルブロック
- セレナール
- タカヂアスターゼ
- バナン
- ベプリコール
- メバロチン
- リバロ
- ルネトロン
- ロキソニン

### 一般用
- 新三共胃腸薬
- ルル
- リゲイン

### 非医薬事業
- メルビオシリーズ（健康志向のレトルト食品・カップ麺・宅配食品）
- ジゼ（女性向け美容飲料）

## 主要グループ企業
- 和光堂株式会社
  - アサヒビールに株式を売却し、2007年に株式交換でアサヒビールの完全子会社となり上場廃止。現在はアサヒグループホールディングスの子会社を経て、2016年に同社の食品事業会社として設立されたアサヒグループ食品の事業子会社となっている。
- 日本乳化剤株式会社
  - 2008年2月に日本触媒に株式を譲渡し、現在は同社の完全子会社となっている。
- 安倍川製紙株式会社
- 三共アグロ株式会社
  - 三共アグロはその後三井化学に株式を売却し、2009年4月1日に三井化学の農薬部門を合併して三井化学アグロに社名変更。
- 三共ライフテック株式会社
  - 三共ライフテックは事業を分散して売却し会社清算、アメニケア事業のみを三共アグロに事業譲渡。
- 三共交通株式会社
  - 三共交通は1983年に安全興業（→安全自動車→ANZENグループ）に吸収合併され、その後2014年に国際自動車の傘下となり社名を国際自動車板橋株式会社に変更。

ほか

## 歴代の提供番組

### テレビ
- 日真名氏飛び出す（ラジオ東京テレビ）
- 金曜劇場（フジテレビ）
- 明石家マンション物語 → 明石家ウケんねん物語 → 水10!（フジテレビ）
- ニュースJAPAN（フジテレビ）
- TBS火曜8時枠の連続ドラマ（TBS）
- 恋はミステリー劇場→水曜ドラマスペシャル（TBS）
- 金曜ドラマ（TBS・1987年9月まで、1989年10月から1998年6月まで）[注 1]
- 水曜ドラマ（TBS・1987年10月から1989年9月まで）
- NNN JUST NEWS（日本テレビ）
- NNNきょうの出来事（1970年代後半 - 1980年代初期頃）
- スーパースペシャル（日本テレビ）
- 開運!なんでも鑑定団（テレビ東京）
- 日経スペシャル ガイアの夜明け（テレビ東京）
- 健康増進時代 → Oh!診 → からだ元気科（日本テレビ）
- 必殺スペシャル・新春 大暴れ仕事人! 横浜異人屋敷の決闘（朝日放送）など

### ラジオ
- JRNナイター（TBSラジオ・JRN系列）

1978年・1981年・1982年（土曜日のスポンサー）
1983年 - 1992年（火曜日のスポンサー）
- お早うネットワーク（ニッポン放送・NRN系列）

1990年代前半のスポンサー
- 青春ラジメニア（ラジオ関西・独立局）

1990年代のミニコーナー